# Agnès Humbert
Agnès Humbert (* 12. Oktober 1894 in Dieppe; † 19. September 1963 in Paris) war eine französische Kunsthistorikerin und Ethnologin und Mitglied einer nach dem Musée de l’Homme benannten Widerstandsgruppe innerhalb der französischen Résistance.

## Leben
Humbert verbrachte den größten Teil ihrer Jugend in Paris, wo sie auch Mal- und Zeichenkurse besuchte. 1916 heiratete sie den Maler G. H. Sabbagh. Während der Erziehungszeit ihrer beiden Söhne schrieb sie Erzählungen für Kinder, illustrierte eine Gedichtsammlung Albert Samains und konnte auch eigene Werke ausstellen.
Nach 1929 erwarb sie an der Sorbonne das Diplom als Kunsthistorikerin, anschließend das Diplom der École du Louvre sowie als Schülerin von Marcel Mauss ein  Diplom in Ethnologie. Als Kuratorin und Forscherin arbeitet sie am neu gegründeten Musée des Arts et Traditions Populaires machte sie sich nach 1936 durch Kunstkritiken und Vorträge, unter anderem in Sendungen von Radio Paris, sowie mit einer Monographie über Max Lingner in Zusammenarbeit mit Henri Barbusse einen Namen.
Nach der Besetzung Paris durch die Wehrmacht gehörte Agnès Humbert der Widerstandsgruppe „Musée de l’Homme“ an. Nach ihrer Entlassung bei den staatlichen Museen im Oktober 1940 organisierte sie die Verteilung der Zeitung „Résistance“ sowie Fluchtmöglichkeiten bedrohter Mitbürger. Anfang 1941 wurde die Widerstandsgruppe denunziert, ihre Mitglieder verhaftet, Agnès Humbert in ein Gefängnis in Fresnes verbracht. Die inhaftierten männlichen Mitglieder wurden 1942 zum Tod verurteilt und erschossen, die weiblichen als Zwangsarbeiterinnen nach Deutschland deportiert, wo Agnès Humbert zunächst in Anrath, später in Hövelhof interniert war. Mit dem Vormarsch der Amerikaner wurde sie zum Ende des Krieges nach Ziegenhain verlegt, später nach Wanfried in Nordhessen. Dort erlebte sie auch die Befreiung durch die 65. Infantry Division der US Army am 4. April 1945.
Nach Kriegsende 1945 wurde Agnès Humbert zum Ritter der Ehrenlegion ernannt und erhielt die Médaille de la Résistance sowie das Croix de guerre. In ihrer weiteren beruflichen Tätigkeit wurde sie zunächst Assistentin, später Konservatorin am Musée National d’Art Moderne. 1959 wechselte sie als Konservatorin nach Rouen. Sie arbeitete auch weiterhin an Veröffentlichungen über die französische Kunst und gab internationale Ausstellungskataloge heraus. Außerhalb des Fachpublikums wurde sie durch ihren 1946 herausgegebenen Bericht „Notre Guerre“ über die Widerstandsgruppe des „Musée de l’Homme“ bekannt.

## Veröffentlichungen (Auswahl)
- Notre guerre. Souvenirs de Résistance, Paris 1940–41. 1946, 2. Auflage, Einleitung von Julien Blanc, Tallandier, 2004
  - englische Übersetzung: Resistance. A Woman’s Journal of Struggle and Defiance in Occupied France, translated by Barbara Mellor, Bloomsbury 2008, ISBN 1-59691-559-5
  - deutsche Übersetzung: Résistance. Erinnerungen an den Widerstand 1940-1945, Wien 2024
- Die französische Malerei von den Anfängen zum Impressionismus. Minerva-Verlag (1949) und Club der Buchfreunde, Saarbrücken 1949.
- Die Nabis und ihre Epoche 1888–1900. VEB Verlag der Kunst 1967.